# Immanuel McElroy
Immanuel McElroy (* 25. März 1980 in Galveston, Texas) ist ein US-amerikanischer Basketballspieler. McElroy ist 1,94 m groß und spielt auf der Position des Shooting Guards, kann aber auch variabel auf Small Forward oder Point Guard ausweichen.

## Spielerlaufbahn
McElroy stammt aus dem US-Bundesstaat Texas und wechselte nach seiner High-School-Zeit ans Tyler Junior College, ehe er zwischen 2000 und 2002 für die Mannschaft der University of Cincinnati auflief. Anschließend wagte er den Schritt ins Profitum und spielte zwei Jahre lang in den US-Ligen CBA und USBL. 2004 entschied er sich zum Wechsel nach Übersee und nahm ein Angebot des deutschen Bundesligisten RheinEnergie Köln an.
In den Saisons 2006/2007, 2007/2008, 2008/2009, 2009/2010 und 2010/2011 wurde er jeweils als Bester Verteidiger der Basketball-Bundesliga ausgezeichnet. Mit Köln gewann McElroy 2006 die deutsche Meisterschaft. 2008 konnte er mit Alba Berlin diesen Erfolg wiederholen. Zudem gewann er dreimal den deutschen Pokal (2005, 2007, 2009) und wurde mehrfach ins BBL-Allstar-Game gewählt. Als einziger Alba-Spieler wurde McElroy ins All-Eurocup First Team der Spielzeit 2009/10 gewählt, nachdem er mit Alba bis ins Finale dieses Wettbewerbs vorgedrungen war. Dies bedeutete für den Verein den größten internationalen Erfolg seit dem Korać-Cup-Gewinn 1995 und McElroys bestes Resultat in einem europäischen Wettbewerb. Nach der Spielzeit 2009/10 verlängerte er seinen Vertrag bei Alba um ein weiteres Jahr.
Zur Saison 2011/2012 wechselte er innerhalb der Liga zu den New Yorker Phantoms Braunschweig. Dort erhielt er einen Vertrag bis 2013 und blieb letztlich bis zum Ende der Saison 2014/15 in Braunschweig. Am 14. Spieltag der Saison 2014/15 übernahm er als bester Vorlagengeber in der ewigen Bundesliga-Bestenliste den ersten Platz. Als Mensch wurde McElroy von Weggefährten als still und zurückhaltend, als Basketballspieler als uneigennützig, vielseitig zuverlässig, als Musterprofi und Kämpfernatur beschrieben.
Zur Saison 2015/16 wechselte er zu Science City Jena in die 2. Bundesliga ProA und gewann mit der Mannschaft gleich den Meistertitel. Er war nach Jenas Aufstieg auch in der Bundesliga ein Leistungsträger der Mannschaft. Nach dem Abstieg der Mannschaft 2019 wurde sein Vertrag nicht verlängert.

## Erfolge und Auszeichnungen
- 3× Deutscher Pokalsieger: 2005, 2007 (mit RheinEnergie Köln), 2009 (mit Alba Berlin)
- 2× Deutscher Meister: 2006 (mit RheinEnergie Köln), 2008 (mit Alba Berlin)
- 5× Bester Verteidiger der Basketball-Bundesliga: Saison 2006/07, 2007/08, 2008/09, 2009/10 und 2010/11
- BBL Finals MVP: 2006
- Meister der 2. Bundesliga ProA: 2016